# Les Poupées russes
Những búp bê Nga (tiếng Pháp: Les Poupées russes) là một phim Pháp-Anh 2005, là phần tiếp theo của L'Auberge espagnole (Lữ quán Tây Ban Nha) (2002). Cédric Klapisch đã viết và đạo diễn bộ phim, mà các bối cảnh bao gồm ở Paris, London, Saint Petersburg và Moskva. Klapisch làm cho việc sử dụng hiệu ứng kỹ thuật số và chia màn hình trong phim, cũng tốt như tường thuật không tuyến tính.

## Cast
- Romain Duris (Xavier)
- Audrey Tautou (Martine)
- Cécile de France (Isabelle)
- Kelly Reilly (Wendy)
- Kevin Bishop (William)
- Lucy Gordon (Celia Shelburn)
- Aissa Maiga (Kassia)
- Evgenia Obraztsova (Natasha)
- Irene Montalà (Neus)
- Gary Love (Edward)
- Martine Demaret (mẹ của Xavier)
- Pierre Cassignard (Platane)
- Olivier Saladin (Gérard)
- Pierre Gérald (ông của Xavier)
- Zinedine Soualem (M. Boubaker)
- Hélène Médigue (Madame Vanpeteguem)
- Carole Franck (nhà sản xuất truyền hình)
- Robert Plagnol (nhà viết kịch bản truyền hình)
- Nicolas Briançon (giám đốc truyền hình)

## Nội dung
Les Poupées russes bắt đầu với những người bạn từ "L'Auberge espagnole" tại Saint Petersburg cho đám cưới của William em trai Wendy. Xavier bắt đầu hồi tưởng về những năm qua. Anh và Martine chia tay, và Martine đã có một đứa trẻ và trở thành một nhà hoạt động cam kết về môi trường. Vì lý do tài chính, Xavier trở thành một nhà văn của các tiểu thuyết lãng mạn bột giấy và một nhà văn viết thuê cho các nhân vật nổi tiếng, những người không thể viết tiểu sử của riêng họ. Martine chỉ trích việc cuốn tiểu thuyết bột giấy của anh như là không thực tiễn và xưa. Xavier chỉ cảm thấy như nhau về việc này, nhưng chỉ trả lời với cô rằng anh kiếm được tiền tốt. Tại Paris, Xavier có một chuyện tình ngắn với Kassia, một nhân viên bán hàng từ Senegal. Khi ông của Xavier yêu cầu về hôn thê của Xavier, anh đã yêu cầu người bạn đồng tính Isabelle của mình (L'Auberge Espagnole) đóng giả như là hôn thê của anh.
Ở Paris Xavier chạy vào Wendy (L'Auberge Espagnole), người đã tự trở thành một nhà văn truyền hình giỏi và hai người sẽ hợp tác để viết một câu chuyện truyền hình. Wendy, người Xavier có cảm xúc mạnh mẽ, bị dính vào một mối quan hệ không lành mạnh. Một hợp đồng chương trình truyền hình đưa Xavier tới London, nơi anh đã yêu cầu để làm việc với Wendy. Trong công việc khác của anh Xavier được cho cơ hội là nhà văn viết thuê một cuốn tiểu sử của Celia, một người mẫu. Trong một trong những chuyến thăm của anh Xavier và Celia hôn và làm tình trong khi ngắm nhìn tàu thuyền trên sông Seine. Trong thời gian đó sự thu hút của Xavier và Wendy với nhau sẽ trở thành một mối quan hệ thể xác. Xavier và bạn trai của Wendy đánh nhau, và anh đã đẩy bạn trai trước của cô ra ngoài.
Em trai của Wendy, William, đã yêu Natasha, một nghệ sĩ ba-lê Nga. Cậu học tiếng Nga được một năm để cố gắng giành lấy cô, thành công, anh tới Sankt-Peterburg. Xavier và Wendy đi đến Nga cùng để ở với William và Natasha. Mối quan hệ của Xavier và Wendy là hoàn hảo, cho đến khi Celia gọi Xavier đến và ghé thăm cô, khi cô đang tạm trú tại Moskva. Xavier đi đến thăm Celia, nói với Wendy rằng anh phải xem các nhà xuất bản ở Moskva và rằng đó là điều khó tránh khỏi. Wendy đã nhìn thấy điện thoại di động của Xavier, nhưng nhìn thấy số không phải là nhà xuất bản của anh nhưng trên thực tế của người phụ nữ khác. Nói lời tạm biệt tại nhà ga xe lửa Wendy đã bày tỏ cảm xúc thật của mình. Xavier choáng váng không di chuyển và ở trên tàu khi Wendy bỏ đi khóc.
Tại Moskva, Celia và Xavier gặp gỡ và làm tình trở lại nhưng không thực sự đạt được sự thu hút của họ. Tại một điểm trong một câu lạc bộ cô ấy yêu cầu Xavier lấy cho cô một ly sữa nhưng sau đó cô miễn cưỡng rời đi khi cô nhìn thấy một số bạn bè cũ. Không kết nối trong đêm đó Xavier và Celia không bao giờ gặp lại qua điện thoại di động. Celia đại diện cho cô gái hoàn hảo, công chúa, đường phố của các tỷ lệ lý tưởng, cô gái ước mơ không thể Xavier đã đang tìm kiếm trong toàn bộ cuộc sống của mình. Sau đó, anh trở về đến St Petersburg, nhưng bây giờ Wendy, anh đã thuyết phục rằng có một phi vụ tại Moscow, tránh anh ta.
Ở phần cuối của bộ phim, William và Natasha được kết hôn dưới sự chứng kiến của các thành viên gia đình và các nhân vật được thấy trong L'Auberge Espagnole. Cha mẹ ly dị của Wendy bắt đầu gây nhau trên tàu du lịch trong tiệc. Wendy đã tránh Xavier trong thời gian dẫn đến đám cưới, nhưng cô không hạnh phúc khi lúc nhìn thấy bố mẹ cãi nhau. Xavier an ủi của cô và xin lỗi cho hành vi quá khứ của mình. Bộ phim kết thúc với Xavier và Wendy ôm nhau.
Tiêu đề này xuất phát từ đoạn độc thoại của Xavier, "J'ai repensé à toutes les filles que j'avais connues, avec qui j'avais couché, ou même que j'avais seulement désiré. Je me suis dit qu'elles étaient commes des poupées russes. On passe sa vie entière à jouer à ce jeu là, on est curieux de savoir qui sera la dernière. Celle qu'était cachée depuis le début dans toutes les autres. On ne peut pas l'attraper directement. On est obligé de suivre un cheminement, faut les ouvrir, l'une après l'autre en se demandant à chaque fois: est-ce que c'est elle la dernière?", có thể được dịch là, "Nếu tôi nghĩ của tất cả các cô gái tôi biết đến hoặc ngủ với hoặc chỉ mong muốn, họ giống như một bộ của các búp bê Nga. Chúng ta đang phí cuộc sống của chúng ta chơi trò chơi, sắp chết để biết ai sẽ là cuối cùng. Một nhỏ xíu, ẩn bên trong tất cả những người khác. Bạn không đến được với cô ngay lập tức. Bạn phải thực hiện tiến trình. Bạn phải mở chúng, từng con một, tự hỏi, 'Có phải cô cuối cùng?"

## Soundtrack
Ghi âm phim gốc sáng tác bởi Loïk Dury và Laurent Levesque. Tracklist là như sau:
- 01. Da GrassRoots - Démesure des mesures
- 02. Da GrassRoots - Body Language
- 03. Kraked Unit - En vrak
- 04. Olivier Montel - Disco King
- 05. Kraked Unit - Xavier la Fronde
- 06. El Fudge - One Fudge
- 07. Kraked Unit - La Ballade de Neus
- 08. Kraked Unit - Celia's Kiss
- 09. Boban Markovic - Ivzorski biseri
- 10. Beth Gibbons - Mysteries
- 11. Kraked Unit - C koi ce bordel
- 12. Kraked Unit - Poupées Russes
- 13. Spleen - Bitches on the Ground
- 14. Kraked Unit - La Reine des Queens
- 15. Track Addicts - Dutchy

## Giải thưởng và đề cử

### Chiến thắng
- Giải thưởng César
  - Nữ diễn viên phụ xuất sắc nhất (Cécile De France)

### Đề cử
- Giải thưởng Chlotrudis
  - Diễn viên xuất sắc nhất
- Giải thưởng César
  - Sự sắp đặt xuất sắc nhất (Francine Sandberg)
  - Nữ diễn viên phụ xuất sắc nhất (Kelly Reilly)